# Acacio Garcilópez
Acacio Garcilópez de la Peña (¿Argecilla?, c. 1720 – Sigüenza, 12 de noviembre de 1781) fue un compositor y maestro de capilla español.

## Vida
Tuvo su formación musical como infante en la Catedral de Sigüenza, con el maestro Salvador Sancho Iturmendi. El hecho se registra el 17 de agosto de 1733, fecha en la que solicita quince días para visitar a sus «padres y deudos». En 1739 Garcilópez había crecido y su «voz ni instrumento que pueda servir al coro o capilla [...] es tan diestro en la música», por lo que el cabildo trató de buscar una solución, aunque sin éxito.
A principios de 1740 se encontraba en Madrid, pero regresó a Sigüenza en 1743, como tenente del maestro de capilla, debido a los achaques de Salvador Sancho, que desde 1737 mostraba signos de enfermedad. El cargo de tenencia del magisterio existía en otras catedrales —a veces como maestro segundo—, pero no en Sigüenza, por lo que el cargo fue creado ex profeso. Su salario eran 6 reales diarios, con la promesa de ocupar el cargo de maestro tras el fallecimiento de Sancho.
Salvador Sancho Iturmendi falleció el 11 de agosto de 1754 en Sigüenza, por lo que Garcilópez pasó a ser el maestro de capilla al día siguiente. Según el musicólogo Javier Suárez-Pajares, permaneció en el cargo hasta su muerte, el 12 de noviembre de 1781. Le sucedió en el cargo Juan Lorenzo Muñoz Sánchez.
Sin embargo el musicólogo Palacios Sanz lo sitúa en el magisterio de la Colegiata de Berlanga de Duero entre 1769 y 1775, afirmando que solo ocuparía el magisterio en Sigüenza tras partir de Berlanga de Duero. La partida del maestro de Berlanga no habría sido voluntaria, ya que Andrés Pacheco, duque de Uceda y marqués de Berlanga, suprimía el canonicato del maestro, para que:

[...] se canten en mi iglesia colexial de Berlanga cánticos figurados, y que todas las funciones se hagan siempre con canto llano, más o menos grave, según la solemnidad de la fiesta.

Es decir, para prohibir cantar villancicos y motetes, el canto polifónico a fabordón y el canto de órgano, permitiendo solo el canto gregoriano, un hecho poco habitual en las iglesias españolas.

## Obra
Se conservan pocas obras de Garcilópez, la principal es Vísperas de Nuestra Señora, que se divide en cuatro partes: los salmos «Dixit Dominus», «Laudate Dominum» y «Beatus vir» y un «Magnificat».